# Platja de Palma
Der Name Platja de Palma (katalanisch für „Strand von Palma“) bzw. Playa de Palma (spanisch) bezieht sich auf
1. einen Distrikt der Stadt Palma de Mallorca
2. auf einen ca. 4,5 km langen Strandabschnitt an der Südküste von Mallorca, der sich in der Bucht von Palma erstreckt zwischen Can Pastilla und S’Arenal, das schon zu Llucmajor gehört.

## Stadtteile des Distrikts Platja de Palma
13 der insgesamt 89 Barrios (Stadtteile) der Stadt Palma entfallen auf den Distrikt Nr. 5 „Platja de Palma y Pla de Sant Jordi“:
- 75 Can Pere Antoni
- 76 El Molinar
- 77 El Coll d’en Rabassa
- 78 Son Riera
- 79 Can Pastilla
- 80 Aeroport Son Sant Joan
- 81 Les Meravelles
- 82 S’Arenal
- 83 El Pil.lari
- 84 Son Ferriol
- 85 L’Aranjassa
- 86 Sant Jordi
- 87 La Casa Blanca

## Platja de Palma (Strand)

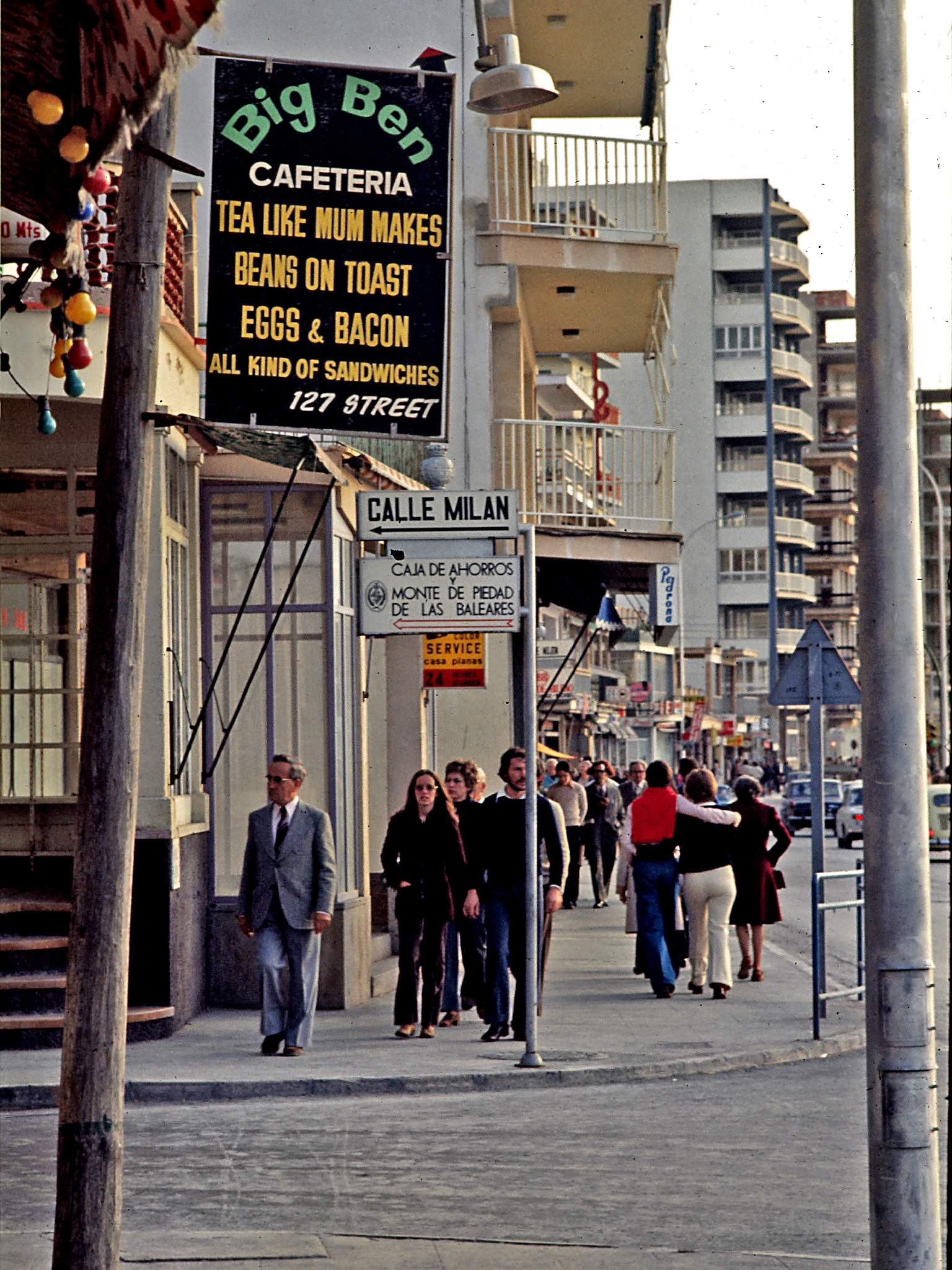
Schild eines Lokals mit britischen Bieren (Arenal 2, 1974)

Der eigentliche Strand „Platja de Palma“ ist etwa 4,5 km lang und erstreckt sich von Can Pastilla im Westen bis S’Arenal/Llucmajor im Osten, wobei der Torrent de Jueus die Grenze zwischen Palma und Llucmajor markiert.
Die Platja de Palma ist optisch unterteilt in 15 Strandabschnitte (Balnearios), zu denen jeweils eine Strandbar gehört, die die Nummer des jeweiligen Strandabschnitts trägt. Seit 1993 gibt es 15 fast baugleiche, nummerierte Strandlokale aus Edelstahl mit einem weit ausgreifenden Gitterdach als Schattenspender. Mit dem Neubau der Lokale wurde eine neue Zählung eingeführt: Bis 1993 hatte es zehn Balnearios gegeben, von „0“ in Can Pastilla bis „9“ in Arenal. Mit der Neugestaltung wurde die Zahl die Kioske auf 15 erhöht. Die Reihenfolge der Zählung wurde dabei umgekehrt. Heute startet die Reihe mit „15“ in Can Pastilla und endet bei „1“ in Arenal.

## „Ballermann“-Tourismus

### „Ballermann 6“

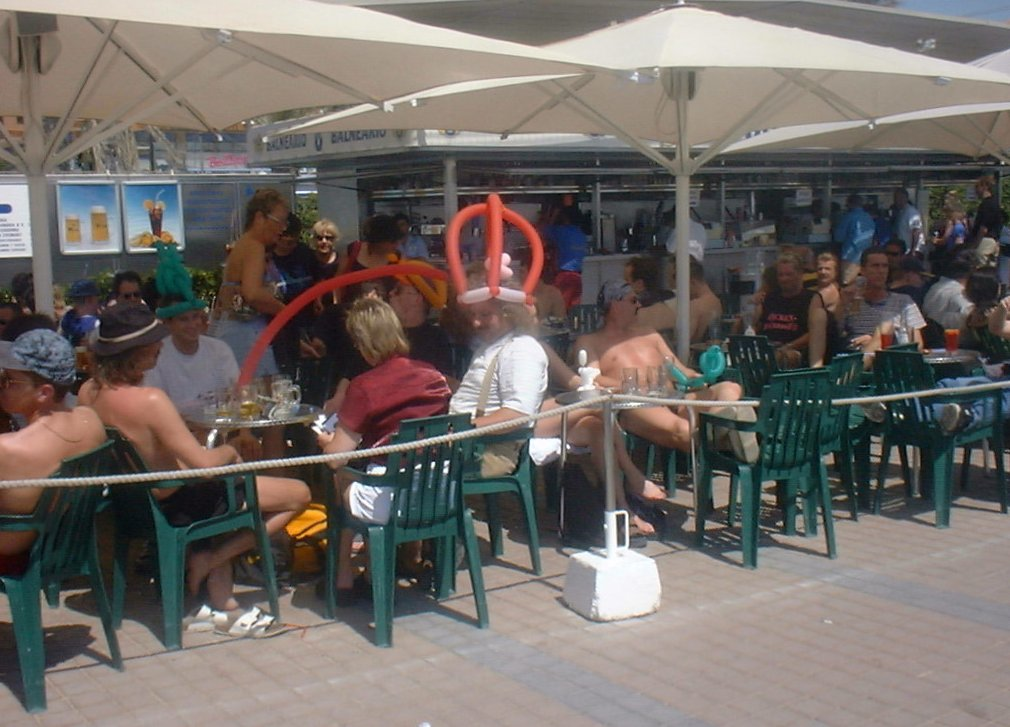
Der „Ballermann 6“ im Mai 2001

Der berühmteste Balneario ist der „Balneario 6“, verballhornend „Ballermann 6“ genannt. Er genießt Kultstatus, seit insbesondere deutsche Touristen diesen Strandkiosk zum Partyzentrum machten. Umgangssprachlich wird der gesamte Bereich von der „Bierstraße“ (Balneario Nr. 7) über Balneario Nr. 6 (Schinkenstraße, mit dem Bierkönig) bis zum Balneario Nr. 5 (Oberbayern und Mega-Park) als „Ballermann“ bezeichnet.

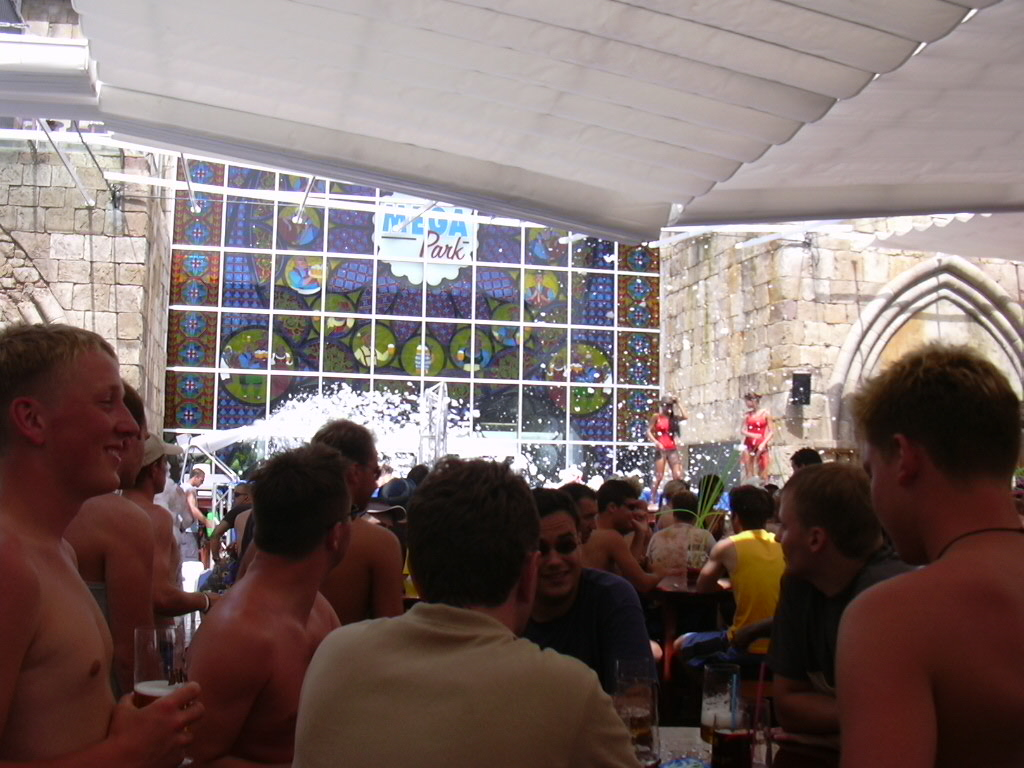
Schaumparty mit Strohhalmen in großen Trinkgefäßen im Mega-Park (2016)

### Maßnahmen gegen Partytourismus
Bei den spanischen Anwohnern ist die anfängliche Freude über den Ansturm deutscher Touristen wachsender Kritik gewichen (siehe Overtourism). Verantwortlich hierfür waren nicht nur die Lautstärkebelastungen im Bereich der verschiedenen Diskotheken und Biertempel, sondern insbesondere Alkoholexzesse am Strand, die mit entsprechendem Müllaufkommen und auch Gewalttätigkeiten einhergingen.
Die Regierung der Balearischen Inseln hat nach der Fußball-WM 2006 eine bereits seit Längerem bestehende Begrenzung von Außen-Musikbeschallung auf 64 dB festgesetzt. Die Lokale an der Platja de Palma müssen ab Mitternacht die Außenmusik komplett einstellen, was für viele der Touristen einen erheblichen Verlust an „Ballermannstimmung“ bedeutet. Die Schallbegrenzung betrifft die gesamte Insel Mallorca. Dezibelbegrenzer an den Musikanlagen und Doppeltüren zur Außenschallreduzierung sind inselweit bei Lokalen mit nächtlichen Öffnungszeiten Pflicht.
Die Balneario-Lokale selbst haben von ca. 2:00 bis 11:00 Uhr morgens geschlossen. Bereits im Jahre 1998 ist das deutschsprachige Schild mit der Aufschrift „Ballermann 6“, welches im gleichnamigen Film noch zu sehen war, entfernt worden. Im gleichen Jahr gab es Demonstrationen der Gastronomen gegen die geplante Einführung einer früheren Sperrstunde.
Im Jahr 2013 galt erstmals ein Alkoholverbot am Ballermann, um in der Hochsaison ein besseres Bild abzugeben. Zwischen 22 und 1 Uhr nachts war vom Ballermann 6 bis Ballermann 4 eine Alkoholstreife der Polizei unterwegs. Das Alkohol- und „Saufverbot“ galt vom 28. Juni 2013 bis einschließlich 1. September 2013.
2014 beschloss der Stadtrat von Palma mit der „Verordnung für zivilisiertes Zusammenleben“ einen Verbotekatalog, um am „Ballermann“ für mehr Ordnung und Sauberkeit zu sorgen.
Die Unternehmervereinigung Palma Beach macht sich seit 2016 für mehr Qualität an der Playa de Palma und einen allmählichen Wandel der Verhältnisse stark. Die Vereinigung besteht aus Hotels, Gastronomiebetrieben und Aktivitätenanbietern in der Gesamtregion Playa de Palma und Palma de Mallorca.
Nachdem sich die Situation an der Playa de Palma in den Jahren 2017–2019 nicht verbessert hatte, erließ die Regierung der Balearen am 17. Januar 2020 ein 18-seitiges Dekret (offiziell: „Ley de Turismo de Excesos“), mit dem man in der anstehenden Saison 2020 weitere Exzesse unterbinden wollte. Das Dekret legt konkrete Grenzen für die beschlossenen Einschränkungen fest. Diese beginnen an der Playa de Palma  ab dem Carrer Can Alegria und erstrecken sich über die gesamte Playa und ihre Parallelstraßen bis nach S’Arenal. In S’Arenal sind nur einzelne Straßen einbezogen. Aufgrund der durch die COVID-19-Pandemie bedingten Einschränkungen blieb das Dekret allerdings in den Jahren 2020 und 2021 unbeachtet, da die Bedingungen für Exzesse und Ausschweifungen nicht mehr gegeben waren. Die großen Clubs, wie der Mega-Park, waren über längere Zeit geschlossen. Noch im Frühjahr 2022 hatte man bei der Regierung gehofft, dass es in der neuen Saison an der Playa de Palma zivilisierter zugehen werde.
Nachdem der Mega-Park am 8. Mai 2022 mit einer dreitägigen Dauerparty wiedereröffnet worden war, erlebte die Playa de Palma einen regelrechten Ansturm von Partytouristen, sodass bereits im Juni 2022 Meldungen die Runde machten, dass die Situation schlimmer sei als je zuvor. Am 20. Juli 2022 griff die Balearen-Regierung schließlich durch und verkündete die Schließung von vier Lokalen bzw. Geschäften an der Playa de Palma, weil sie gegen das von deutschen Medien als „Anti-Sauftourismus-Dekret“ bezeichnete Gesetz verstoßen hatten. Vorgeworfen wird diesen Alkohol außerhalb der genehmigten Zeiten sowie an Minderjährige ausgeschenkt zu haben. Die Namen der betroffenen Lokale wurden nicht bekannt gemacht.

## Belegungen
Die Hotels an der Platja de Palma verfügen seit 2016 über eine Kapazität von über 35.000 Betten, wobei alleine 35 Groß-Hotels eine Bettenzahl von 13.000 repräsentieren (2016).
Durch Neubauten kamen in den Jahren 2016/2017 über 3.700 neue Betten hinzu.
Während der Nebensaison betragen die Temperaturen bis über 20 °C. Oft beträgt die Meerwassertemperatur noch im November über 24 °C.
Zu Karneval gibt es einen Karnevalsumzug an der Platja de Palma.

## Galerie

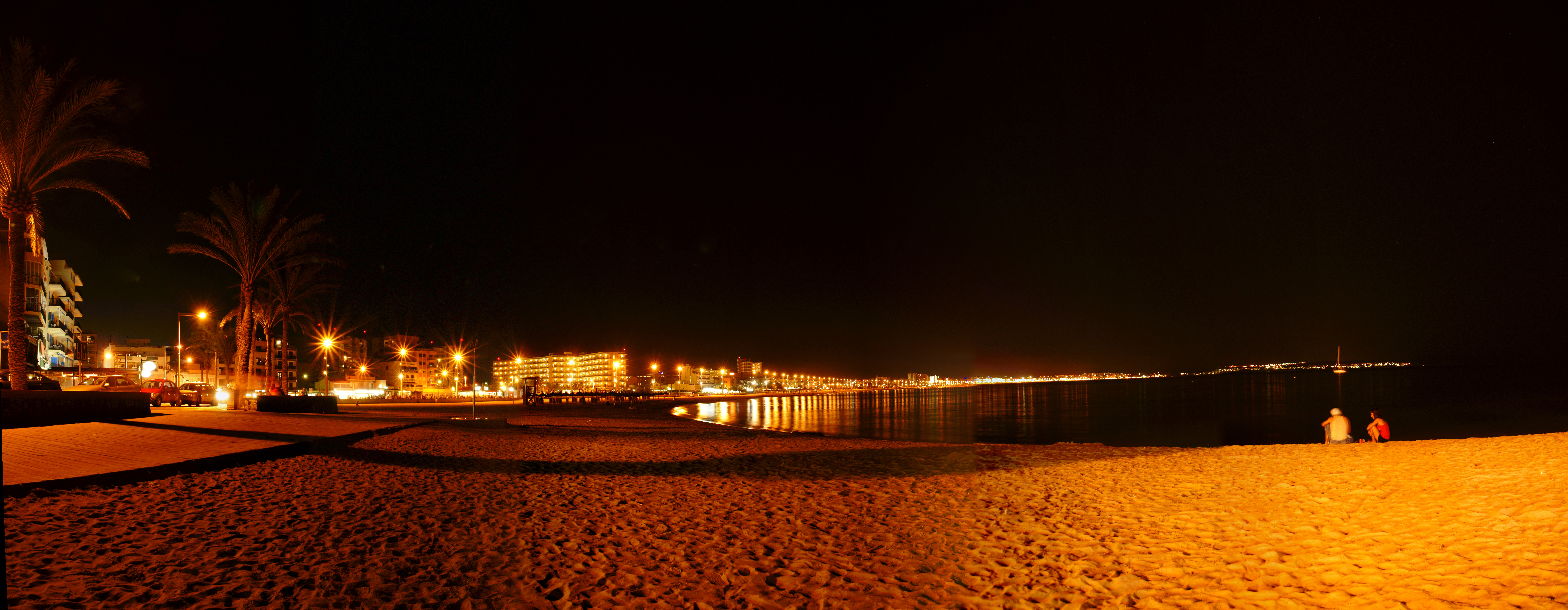
Panorama von Platja de Palma bei Nacht
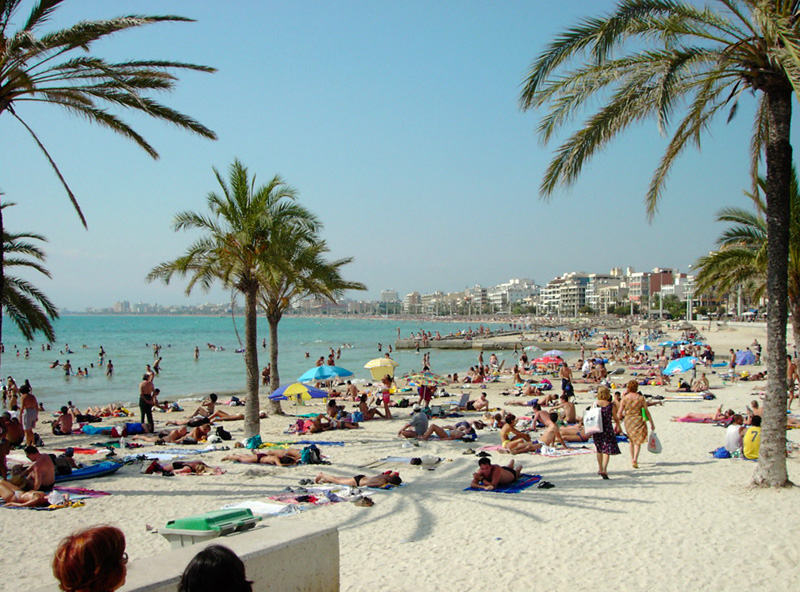
Balneario-Strand bei S’Arenal
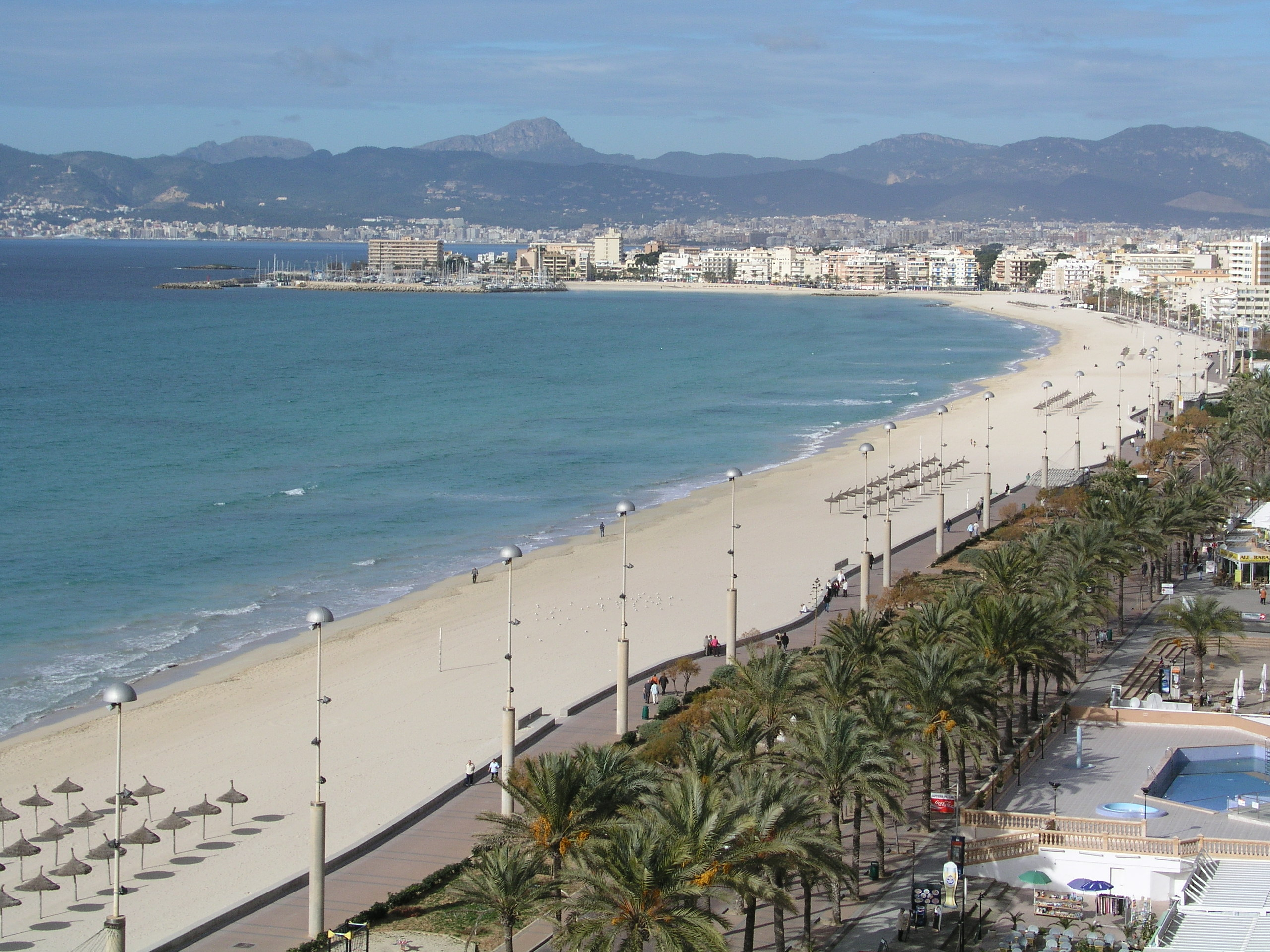
Platja de Palma im Winter, mit Blick auf Can Pastilla
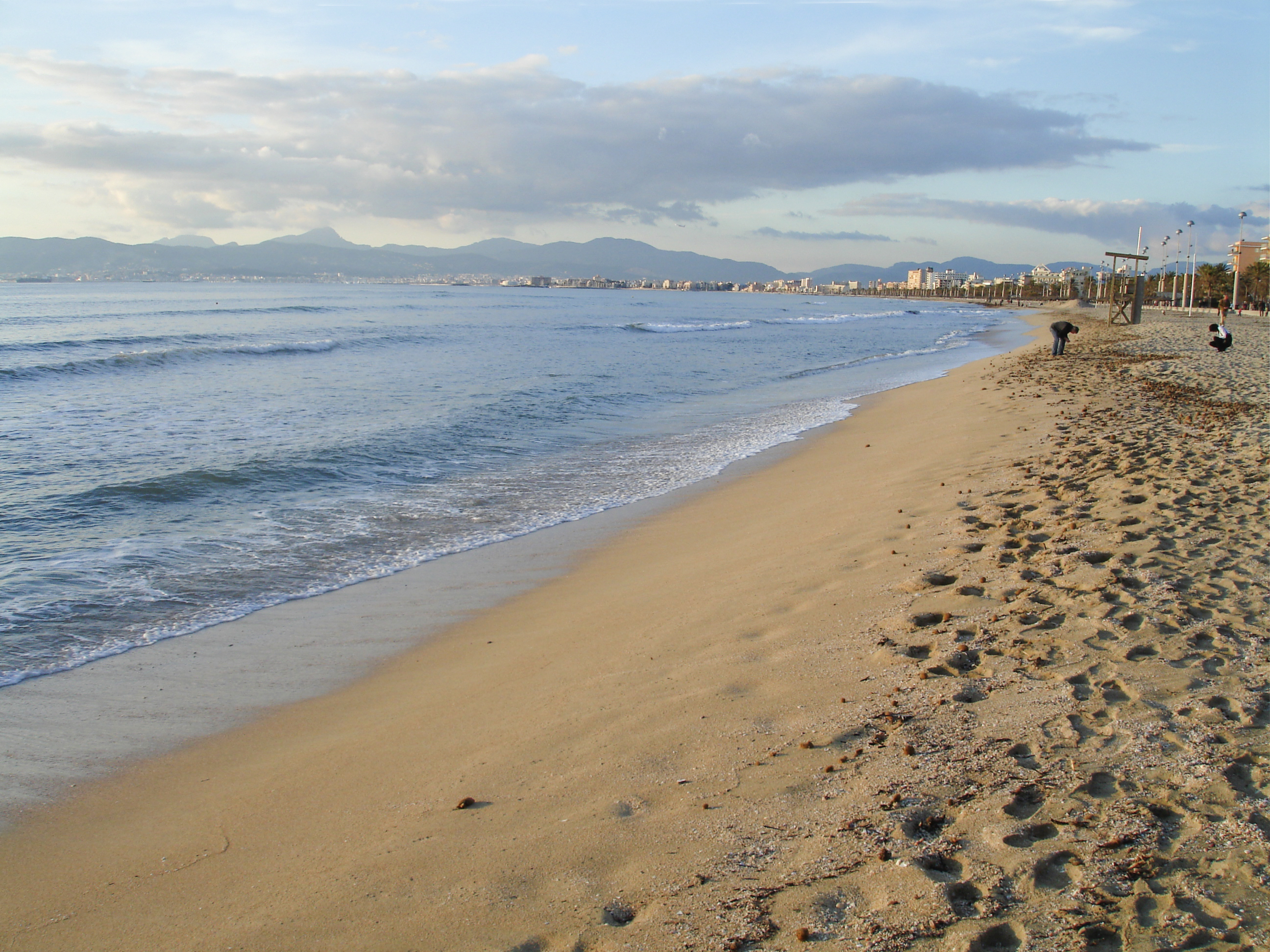
Abendstimmung an der Platja de Palma im Winter
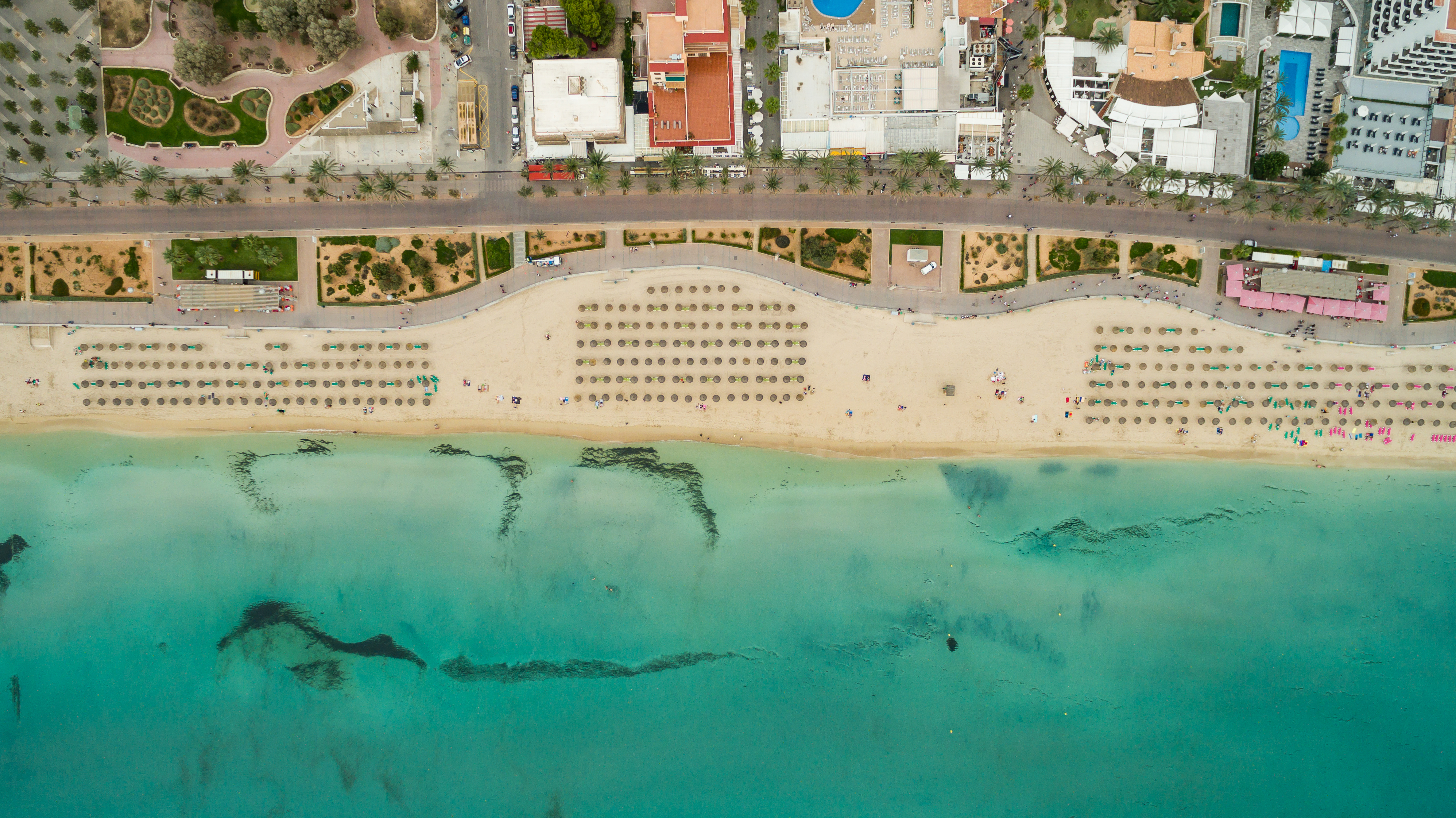
S’Arenal Platja de Palma
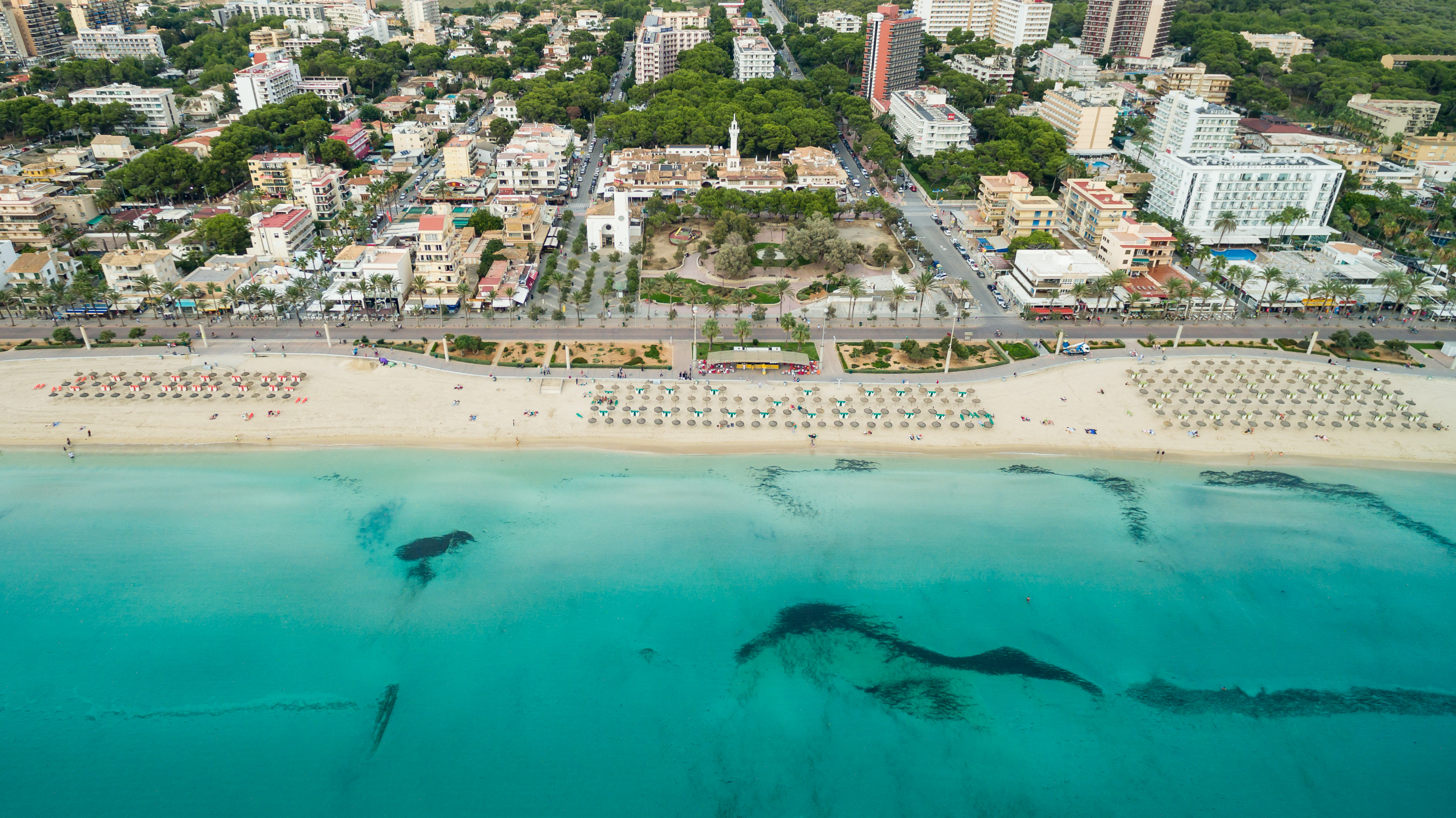
Mallorca Platja de Palma Strand
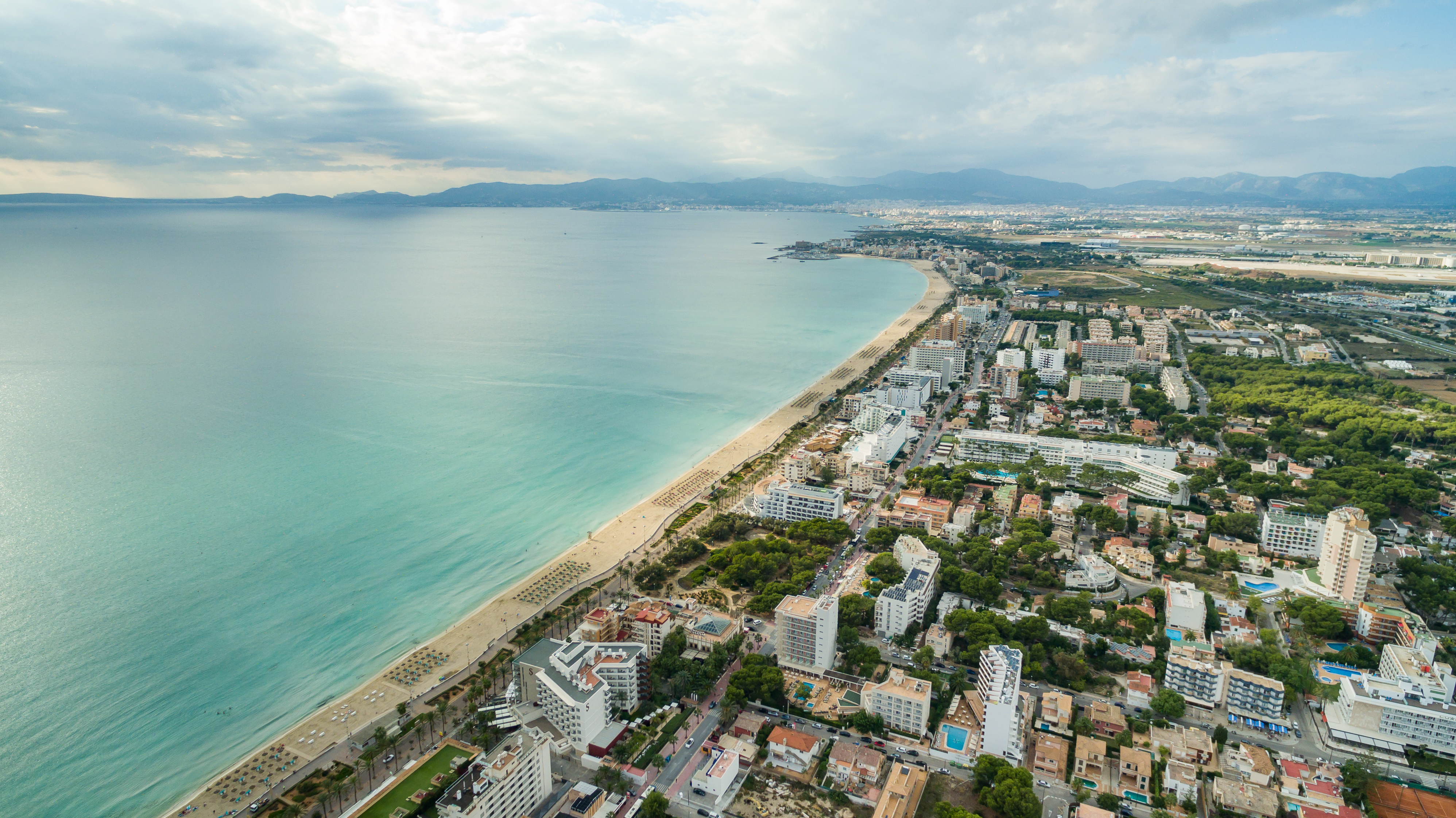
Mallorca Platja de Palma Luftbild